# Latasa (Imoz)
Latasa (Latasa en euskera y de forma oficial) es una localidad española y un concejo de la Comunidad Foral de Navarra perteneciente al municipio de Imoz. 
Está situado en la Merindad de Pamplona, en la comarca de Ultzamaldea, en el valle de Imoz y a 24,5 km de la capital de la comunidad, Pamplona. Su población en 2014 fue de 83 habitantes (INE), su superficie es de 4,08 km² y su densidad de población es de 20,34 hab/km².

## Geografía física

### Situación
La localidad de Latasa está situada en la parte del municipio de Imoz. Su término concejil tiene una superficie de 4,08 km² y limita al norte con Urriza; al este con Eraso; al sur con Goldáraz y al oeste con Odériz.
|               | Norte: Urriza |             |
| Oeste: Odériz |               | Este: Eraso |
|               | Sur: Goldáraz |             |

## Demografía

### Evolución de la población
| Gráfica de evolución demográfica de Latasa entre 2000 y 2010 |
|                                                              |
| Datos según el nomenclátor publicado por el INE.             |